# GNU GLOBAL
GNU GLOBAL est un logiciel d’étiquetage du code source par l’implémentation logicielle du concept de symbole. Il fonctionne de manière uniforme dans divers environnements (GNU Emacs, Vim, GNU less, GNU Bash, navigateurs Web, etc.) et permet de localiser tous les objets des fichiers source, et de s’y déplacer aisément. Il s’avère utile pour travailler sur des projets importants contenant de nombreux sous-répertoires et des arbres syntaxiques complexes générés par le processus de compilation. Il est proche des marqueurs ctags et etags mais différent de par son indépendance de tout éditeur de texte.
C’est un logiciel libre maintenu pour le projet GNU par Shigio Yamaguchi.

## Scénarios d’utilisation
Les scénarios d’utilisation sont par ailleurs variés, comme naviguer dans le code source du noyau Linux, parcourir son code ruby après l’avoir analysé avec les marqueurs Exuberant ctags ou rtags, examiner le code source et analyser des paquets logiciels en mode Html, ou encore explorer une base volumineuse de code dont on n’est pas l’auteur.

## Utilisation logicielle
Enfin, GLOBAL est utilisé par de nombreux logiciels, dont GNU Automake. FreeBSD l’utilise également dans son moteur de production.